# Дяочань
Дяочань (кит. трад. 貂蟬, пиньинь Diāochán) — одна из четырёх великих красавиц Древнего Китая. В отличие от остальных трёх красавиц, нет никаких доказательств, подтверждающих её существование. Тем не менее о ней часто упоминается в китайских исторических записях.

## Предание о красавице

### Затмившая луну
По преданию, Дяочань любовалась луной в саду. Неожиданно подул лёгкий ветер, и кусочек облака плотно закрыл яркий лунный свет. Одновременно это увидел Ван Юнь (王允). Чтобы прославить красоту своей приёмной дочери, он стал встречным рассказывать, что луне не сравниться с блеском красоты Дяочань, поэтому лунный свет был укрыт облаком. Дяочань стали называть 閉月 (би юэ, затмившая луну).

## Образ Дяочань в культуре
Образ Дяочань неоднократно использовался в кинокартинах, снятых по мотивам китайских преданий, а также других произведениях массовой культуры как в китайском регионе, так и за его рубежом. Вот некоторые из них:
Фильмы и телесериалы
- «Дяочань» — гонконгский фильм 1958 года режиссёра Ли Ханьсяна, в главной роли гонконгская актриса Линда Линь Дай.
- «Троецарствие» — китайский исторический телевизионный сериал 2010 года, повествующий о событиях эпохи Троецарствия в Китае, в роли Дяочань китайская актриса Чэнь Хао.
- «Бог войны Чжао Цзылун»[кит.] — исторический сериал 2015 года, основанный на легендарной истории жизни полководца Чжао Юня, в роли Дяочань китайская актриса и профессиональная модель уйгурского происхождения Гульнажар Бахтияр[англ.].